# Pałac Opatów w Supraślu
Pałac Opatów (także: Pałac Chodkiewiczów lub Pałac Archimandrytów) – zabytkowy pałac w Supraślu wzniesiony w połowie XVII w., stanowi część Monasteru Zwiastowania Przenajświętszej Bogurodzicy i św. Jana Teologa.

## Historia pałacu
W 1603 roku ławra Supraska przyjęła unię brzeską.
Pałac wzniesiono prawdopodobnie w latach 1645–1652, za czasów archimandryty ławry Supraskiej Aleksandra Dubowicza. Pałac stanął na skraju stromej skarpy rzeki Supraśl, posiadał trzy kondygnacje. Zbudowano go w stylu późnego renesansu, natomiast wnętrza pałacowe posiadały charakter barokowy. Przypuszcza się, że jego budowniczym był włoski architekt pracujący w Wilnie.
W budynku pałacowym mieściły się nie tylko komnaty opatów, ale i pomieszczenia drukarni, biblioteki, archiwum, cele bibliotekarza i nadzorcy oficyny wydawniczej, refektarz, kuchnia oraz kaplica z wnętrzem wysokim na trzy kondygnacje.
W latach 1795–1807 po III rozbiorze Polski pałac wraz z klasztorem znalazł się w Prusach Nowowschodnich, w tym czasie pałac był siedzibą biskupstwa unickiego a klasztor zajmowali bazylianie. Na mocy decyzji rządu Prus majątek klasztoru został skonfiskowany, a w wyniku pokoju w Tylży w 1807 roku cały obwód białostocki wcielono do Imperium Rosyjskiego. Po opanowaniu Supraśla i klasztoru przez Rosjan pałac opatów zajęło wojsko carskie przeznaczając go na skład amunicji i lazaret.
W 1833 roku przemysłowiec Wilhelm Fryderyk Zachert wydzierżawił, a później wykupił 2/3 zabudowań klasztornych wraz z pałacem opatów i przeniósł tu ze Zgierza fabrykę sukna. W 1836 roku zakon bazylianów został skasowany a mnisi z ławry Supraskiej siłą zostali podporządkowani Cerkwi prawosławnej.

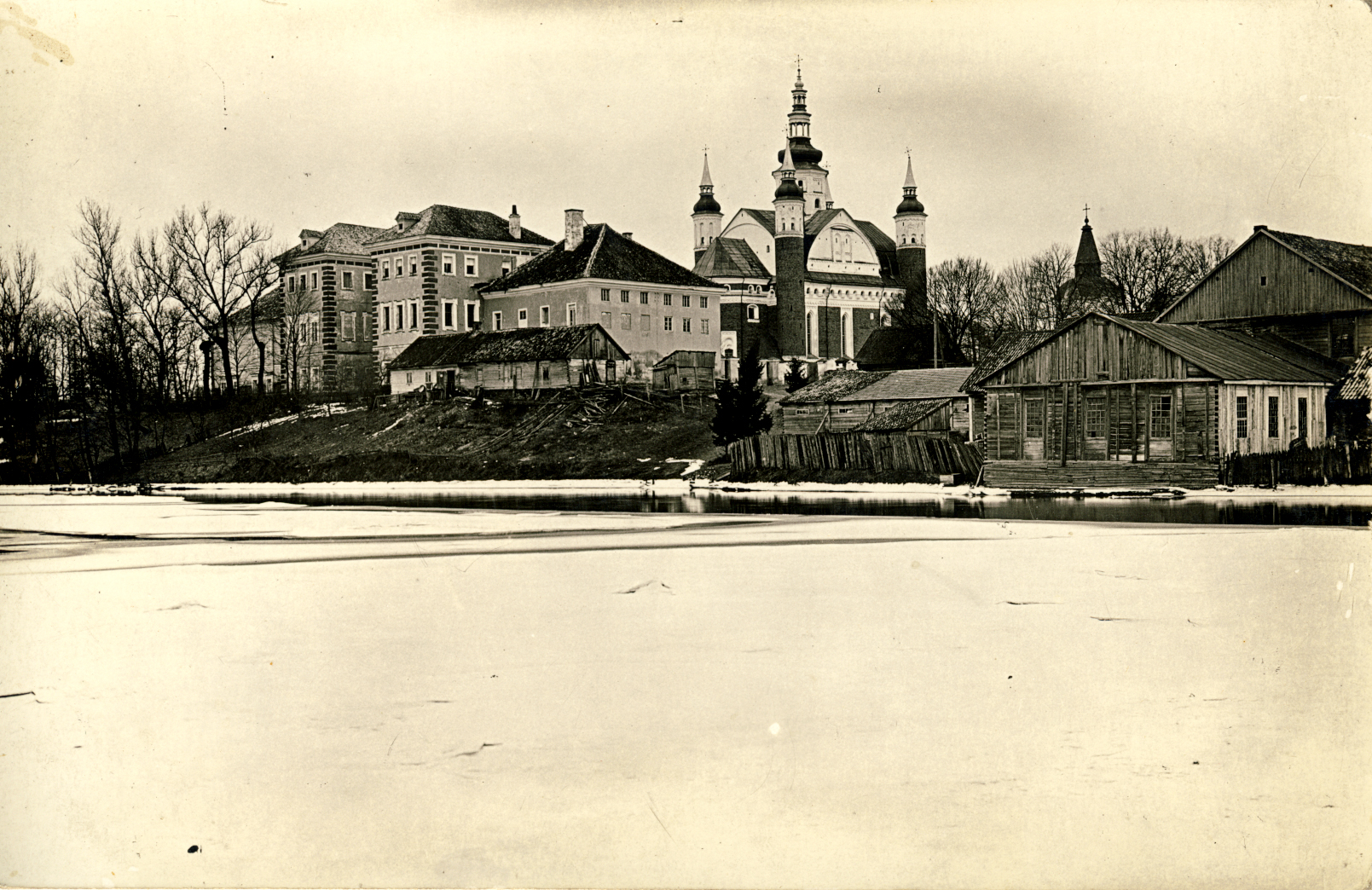
Panorama pałacu i cerkwi Zwiastowania między 1915 a 1918 rokiem

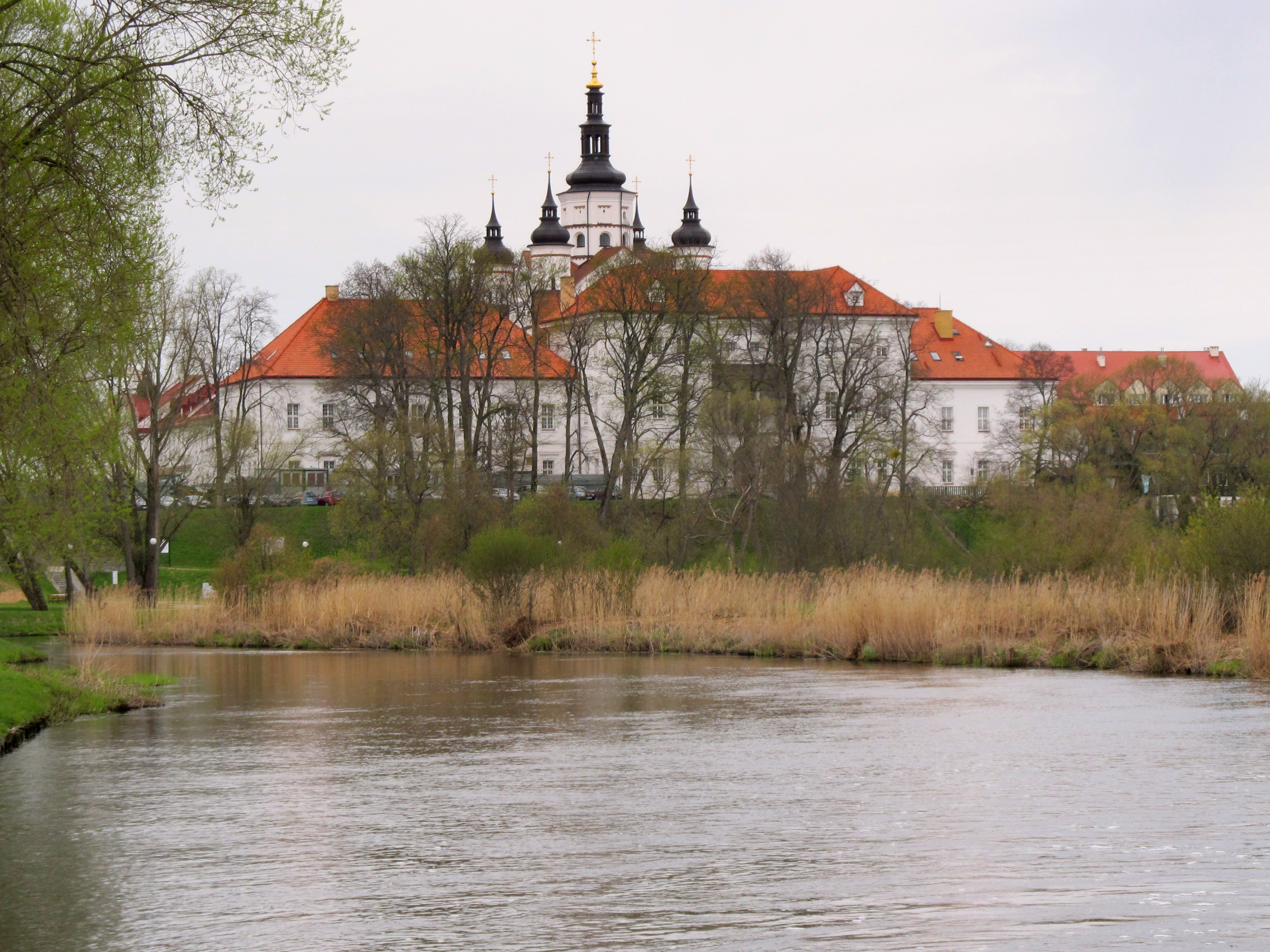
Front pałacu od strony rzeki Supraśl

Na mocy wyroku Wileńskiej Zjednoczonej Izby Sądu Cywilnego i Karnego w 1883 właścicielem pałacu opatów i południowego skrzydła pobazyliańskiego klasztoru został Wilhelm Zachert. Po śmierci Zacherta w 1885 w Berlinie pałac, jak i pokaźny majątek po nim odziedziczyła jego żona Józefina znana z dobroczynnej działalności na rzecz mieszkańców Supraśla, a po jej śmierci w 1923 roku pałac przypadł bratankowi jej męża Konstantemu Ernestowi Zachertowi.
We wrześniu 1939 roku na mocy paktu Ribbentrop-Mołotow do Supraśla wkroczyli sowieci a właściciele pałacu Konstanty Zachert wraz z żoną Heleną z Czarnowskich uciekli do Rosoch koło Rawy Mazowieckiej. Podczas trwania II wojny światowej pałac na przemian był grabiony i dewastowany to przez Rosjan to przez Niemców. Także w wyniku działań tych pierwszych pałac spłonął.
Po wojnie w 1955 roku do odbudowanych budynków klasztornych wprowadziła się Szkoła Mechanizacji Rolnictwa. Sama odbudowa pałacu trwała kolejne dziesięciolecia.
W 1973 roku refektarz i kaplicę pałacową przekazano Muzeum Okręgowemu w Białymstoku, obecnie Muzeum Podlaskie.
Pałac opatów po opuszczeniu go przez Zespół Szkół Mechanizacji Rolnictwa stał się własnością Klasztoru Męskiego Zwiastowania Najświętszej Marii Panny, restytuowanego w 1989 roku przez Sobór Biskupów Autokefalicznego Kościoła Prawosławnego w Polsce, ale pieczę nad znajdującym się w nim punktem muzealnym nadal sprawuje Muzeum Podlaskie w Białymstoku. W 2006 roku w kilku pomieszczeniach pałacowych zostało otwarte Muzeum Ikon.